# Glande salivaire accessoire
Une glande salivaire accessoire est un type de glande salivaire de petite taille et très nombreux, dispersé dans la muqueuse buccale. Ces glandes contribueraient au total pour environ 8 % de la sécrétion de salive. On distingue les glandes labiales, jugales, palatines et vélaires, des trigones rétromolaires, linguales dorsales (glandes de von Ebner) et marginales, et du plancher buccal.

## Pathologie
- Tumeur des glandes salivaires accessoires[1]. La pathologie des glandes salivaires accessoires est plus souvent maligne que bénigne avec en particulier le développement d'un carcinome adénoïde kystique.